# Grote Kerk (Hilversum)
De Grote Kerk van de Hervormde Gemeente in de Nederlandse plaats Hilversum bevindt zich tussen de Kerkbrink en de Oude Torenstraat. De toren dateert uit 1481. Het huidige kerkgebouw dateert uit 1768 en werd in 1890 uitgebreid tot zaalkerk.
Het eerste kerkgebouw werd in 1629 door brand verwoest. In 1766 werden kerk en toren opnieuw door brand aangetast en gerestaureerd. Ook na een brand in 1971 werd de kerk geheel gerestaureerd en in december 1977 weer in gebruik genomen. 

## Toren
De middeleeuwse toren staat aan de westkant bij de Torenstraat. De toren dateert uit 1481. In 1766 werd hij door brand aangetast, maar meteen gerestaureerd. In 1971 werden werkzaamheden aan het dak verricht om lekkages te verhelpen. Op 3 december vloog de torenspits in brand. Het dak van de kerk stortte in maar de muren bleven staan. In 1974 volgde de restauratie.

## Uitbreiding tot zaalkerk
De zaalkerk in 1890-1891 aangebouwd in neorenaissancestijl. De gevel is aan de oostkant van het gebouw, waar ook de ingang van de kerk is. Aan de zuidoostkant kwam een extra toren.  

## Interieur
Er staat een kansel uit 1644, die voor de Sint Olofskapel in Amsterdam gemaakt werd en van 1918-1965 in de Prinsessekerk in Amsterdam stond. Hij is geplaatst op een basement gemaakt van oude grafzerken. Grafzerken die beter bewaard bleven, werden geplaatst in de portalen. Het doopvont was een geschenk van de architecten die de laatste restauratie deden.  

### Orgel
In de kerk bevindt zich een kerkorgel gemaakt door Wilhelm Rütter uit Kevelaer uit 1858. Het is oorspronkelijk gemaakt voor de Sint-Jozefkerk in Gouda. Deze kerk  werd afgebroken in 1903,  het orgel verhuisde naar de rooms-katholieke Gouwekerk, waar het gebruikt werd tot het bestuur van de Gouwekerk het weer verkocht aan de St Antoniusparochie in Ulft.  Daarna kwam het orgel in het kerkgebouw van de Gereformeerde Gemeente in Vlaardingen. waar het ontdaan werd van alle ornamenten en gebruikt tot 1975 wegens nieuwbouw, daarna opgeslagen en weer werd verkocht in 1979 aan Hilversum.

## Begraafplaats
Achter de kerk bevindt zich de oude begraafplaats 'Gedenkt te Sterven'. Deze werd van 1793-1941 gebruikt. Er zijn verschillende monumenten die aan de Tweede Wereldoorlog herinneren.

## Fotogalerij

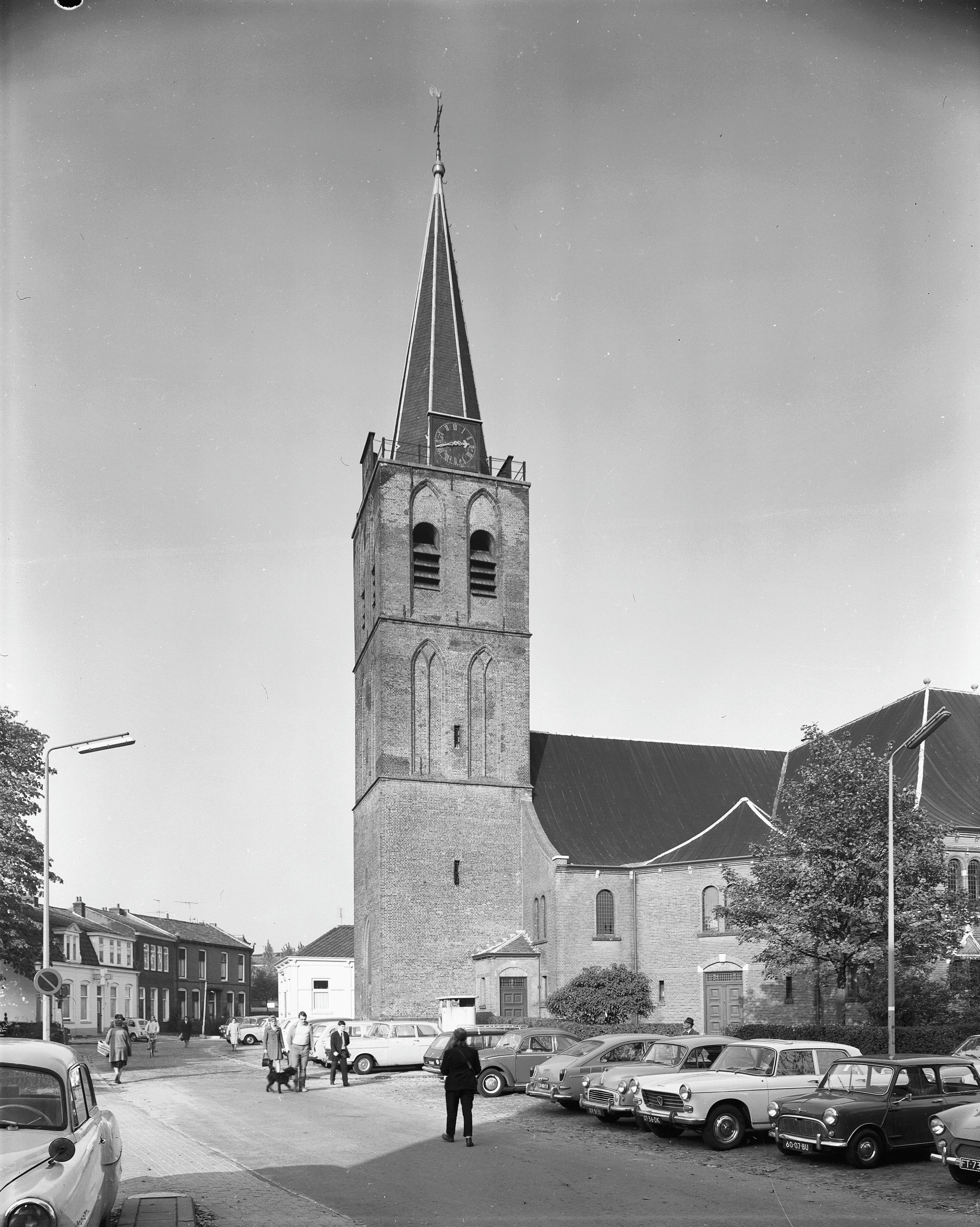
Zuidkant, 1968
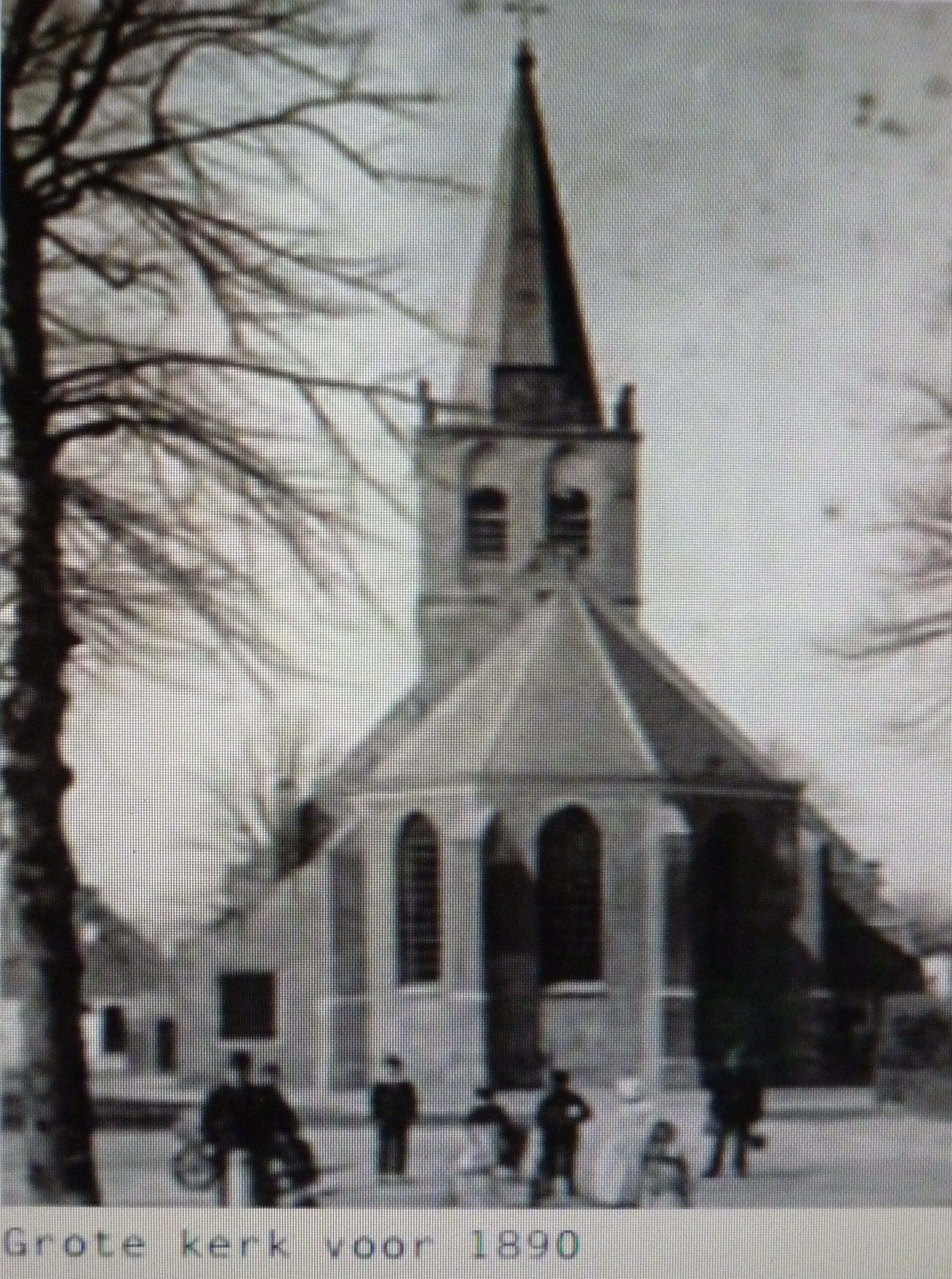
Voor uitbreiding 1890
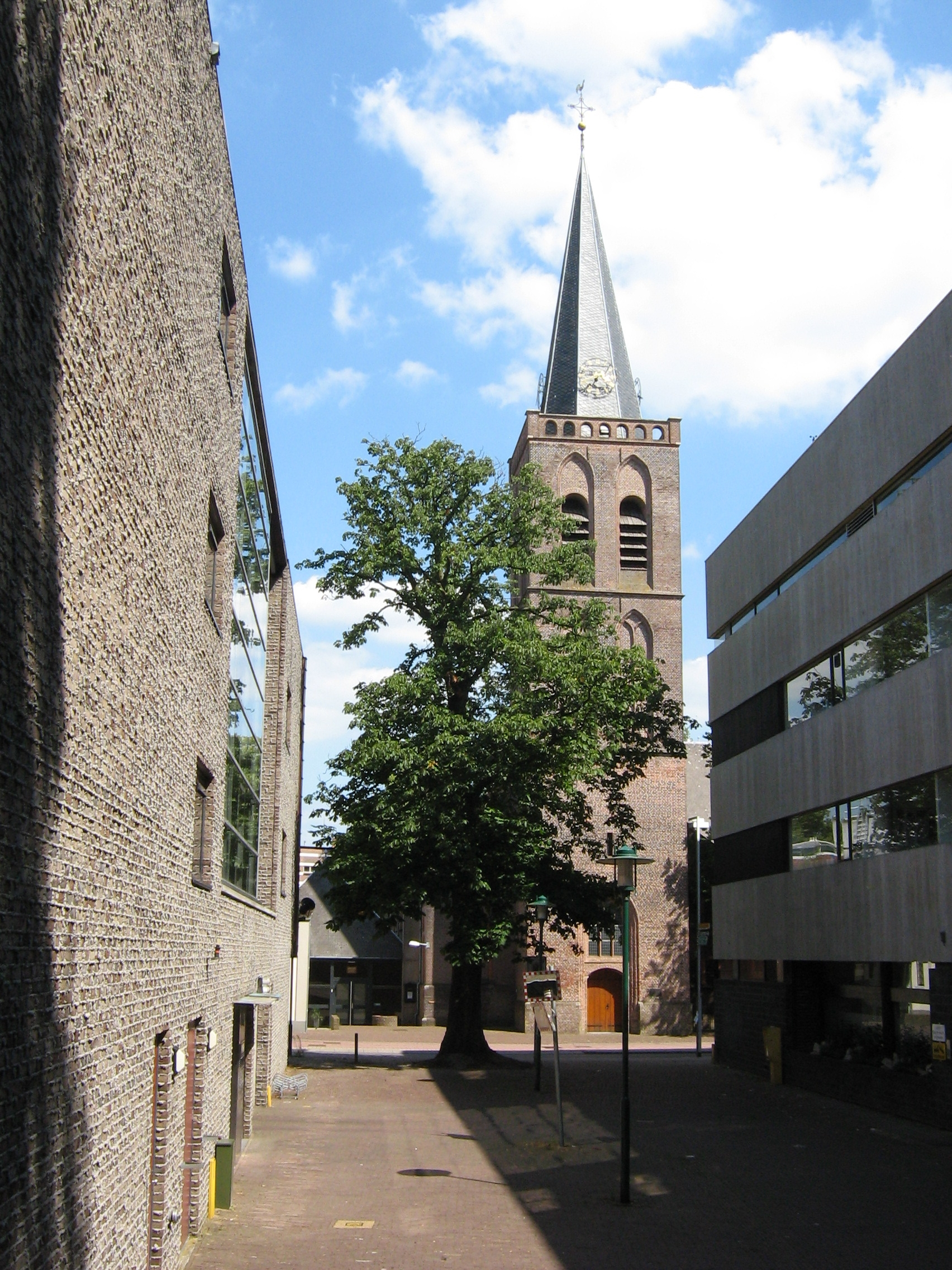
Oude Torenstraat, Hilversum
- Polygoonjournaal over de kerkbrand in 1971